# 薬王寺 (可児市)
清涼山 薬王寺（せいりょうざんやくおうじ）は、岐阜県可児市東帷子1644番地に位置する天台宗の寺院。可児新四国五十九番札所。

## 歴史
成立の年代は明らかではなく、近世以前に遡ると考えられる。
地元に残る古文書には、本尊の薬師如来坐像をはじめとする諸仏像は、行基や恵心僧都の作と伝わる。
薬王寺には、その建物の大きさからは想像もつかない丈六の薬師如来・阿弥陀如来・釈迦如来の三体の仏像がある。
戦国時代、これら仏像を安置していた薬師堂は粗末なもので、二間に三間の掘立柱の囲いも無い建物であったとされる。
万治2年（1659年）に、三間に四間の板囲いの堂を建て、更に元禄16年（1703年）に、八間に六間の堂を建立し、元文4年（1739年）に、安八郡神戸町の山王社僧内の十輪院を移築し、清涼山 薬王寺とした。
本尊の木造薬師如来坐像（県指定文化財）は平安時代の作で、一木造りである。江戸時代の修理を経ているものの、頭体幹部は当初の材を残し、平安時代中期に一木造りから寄木造りに移行する造像技法の過程を示す重要な技法が使用されている。
また、本堂（市指定文化財）は宝永3年（1706年）の建立とされ、以降数度の修復はあるものの、軸部には当初の材がよく残されており、美濃地方の当時の仏堂の特徴をみることができる、
本堂内の諸仏や、登り段の廂下の海老高梁の龍の彫刻は、可児市の文化財に指定されている。
薬王寺では本堂の南に小屋掛けして芝居なども行っていたため、本堂の壁には芝居の番付が何枚も掲げられている。
参道の脇には、五輪石が十三基と石地蔵が二基がある。
境内には、嘉永4年（1851年）の顧覚行者碑があるが、信濃高遠の石工の守屋利七が刻んだものである。また北隅には、護蚕の馬鳴菩薩が祀ってある。